# Yaginumaella nova
Yaginumaella nova är en spindelart som beskrevs av Zabka 1981. Yaginumaella nova ingår i släktet Yaginumaella och familjen hoppspindlar. Inga underarter finns listade i Catalogue of Life.